# Morum watanabei
Morum watanabei is een slakkensoort uit de familie van de Harpidae. De wetenschappelijke naam van de soort is voor het eerst geldig gepubliceerd in 1981 door Kosuge.